# Tour de Bright
El Tour de Bright és un cursa ciclista per etapes que es disputa anualment als voltants de Bright, a l'estat australià de Victòria.

## Palmarès masculí
| Any  | Vencedor                                   | Segon                                      | Tercer                                     |
| ---- | ------------------------------------------ | ------------------------------------------ | ------------------------------------------ |
| 2004 | Peter McDonald                             | Joshua Wall                                | Matthew Lloyd                              |
| 2005 | Domenic Gatto                              | Andrew Naylor                              | Mark O'Brien                               |
| 2006 | William Ford                               | Lachlan Norris                             | Jack Alexander                             |
| 2007 | Richie Porte                               | Tim Walker                                 | Evan Oliphant                              |
| 2008 | Peter McDonald                             | Nathan Haas                                | Joseph Lewis                               |
| 2009 | Andrew Roe                                 | Daniel Braunsteins                         | Patrick Shaw                               |
| 2010 | Joseph Lewis                               | Lachlan Norris                             | Adam Phelan                                |
| 2011 | Adam Semple                                | Alexander Morgan                           | Benjamin Dyball                            |
| 2012 | Matthew Clark                              | Jason Spencer                              | Stuart Smith                               |
| 2013 | Matthew Clark                              | Robert Power                               | Jack Haig                                  |
| 2014 | Oscar Stevenson                            | Matthew Clark                              | Brendan Canty                              |
| 2015 | Benjamin Dyball                            | Lucas Hamilton                             | Brendan Canty                              |
| 2016 | Chris Harper                               | Benjamin Dyball                            | Mathew Ross                                |
| 2017 | no disputat                                | no disputat                                | no disputat                                |
| 2018 | Jesse Featonby                             | Alexander Evans                            | Michael Potter                             |
| 2019 | Riley Fleming                              | Lionel Mawditt                             | Jesse Featonby                             |
| 2020 | No disputat per la pandèmia de la COVID-19 | No disputat per la pandèmia de la COVID-19 | No disputat per la pandèmia de la COVID-19 |
| 2021 | No disputat per la pandèmia de la COVID-19 | No disputat per la pandèmia de la COVID-19 | No disputat per la pandèmia de la COVID-19 |
| 2022 | Timothy Roe                                | Tasman Nankervis                           | William Cooper                             |
| 2023 | Lucas Plapp                                | Oliver Stenning                            | Jack Aitken                                |

## Palmarès femení
| Any  | Vencedora                                  | Segona                                     | Tercera                                    |
| ---- | ------------------------------------------ | ------------------------------------------ | ------------------------------------------ |
| 2000 | Katie Mactier                              | Fjelda Lee                                 | Geraldine Denham                           |
| 2004 | Amy Gillett-Safe                           | Jennifer Manefield                         | Caitlin Fraser                             |
| 2006 | Tory Thomas                                | Peta Mullens                               | Sophie Perez                               |
| 2007 | Sharon Laws                                | Carlee Taylor                              | Jennifer Manefield                         |
| 2008 | Vicky Whitelaw                             | Shara Gillow                               | Lisa Jacobs                                |
| 2009 | Vicky Whitelaw                             | Bronwyn Ryan                               | Lisa Jacobs                                |
| 2010 | Vicky Whitelaw                             | Taryn Heather                              | Bridie O'Donnell                           |
| 2013 | Miranda Griffiths                          | Felicity Wardlaw                           | Samantha De Riter                          |
| 2015 | Kate Perry                                 | Lucy Kennedy                               | Carlee Taylor                              |
| 2016 | Lucy Kennedy                               | Lisen Hockings                             | Kate Perry                                 |
| 2017 | no disputat                                | no disputat                                | no disputat                                |
| 2018 | Emily Roper                                | Justine Barrow                             | Michaela Parsons                           |
| 2019 | Sarah Gigante                              | Emily Herfoss                              | Kate Perry                                 |
| 2020 | No disputat per la pandèmia de la COVID-19 | No disputat per la pandèmia de la COVID-19 | No disputat per la pandèmia de la COVID-19 |
| 2021 | No disputat per la pandèmia de la COVID-19 | No disputat per la pandèmia de la COVID-19 | No disputat per la pandèmia de la COVID-19 |
| 2022 | Georgie Howe                               | Justine Barrow                             | Matilda Raynolds                           |
| 2023 | Sarah Gigante                              | Kathryn Mcinerney                          | Justine Barrow                             |